# Neuseeländische Cricket-Nationalmannschaft in Australien in der Saison 2022/23
Die Tour der neuseeländischen Cricket-Nationalmannschaft nach Australien in der Saison 2022/23 fand vom 6. bis zum 11. September 2022 statt. Die internationale Cricket-Tour war Bestandteil der Internationalen Cricket-Saison 2022/23 und umfasste drei One-Day Internationals. Die ODIs waren Bestandteil der ICC Cricket World Cup Super League 2020–2023. Australien gewann die Serie 3–0.

## Vorgeschichte
Für beide Mannschaften ist es die erste Tour der Saison. Das letzte Aufeinandertreffen der beiden Mannschaften bei einer Tour fand in der Saison 2020/21 in Neuseeland statt.

## Stadion
Die folgenden Stadien wurden für die Tour als Austragungsort vorgesehen.
| Stadion         | Stadt  | Kapazität | Spiele      |
| --------------- | ------ | --------- | ----------- |
| Cazalys Stadium | Cairns | 13.500    | 1. – 3. ODI |

## Kaderlisten
Australien benannte seinen Kader am 18. Juli 2022. Neuseeland benannte seine Kader am 24. August 2022. Während der Tour verkündete der astralische Kapitän Aaron Finch, dass dieses seine letzte ODI-Serie gewesen ist.
| ODI | ODI |
| Australien | Neuseeland |
| --- | --- |
| - Aaron Finch (K) - Sean Abbott - Ashton Agar - Alex Carey (wk) - Cameron Green - Josh Hazlewood - Josh Inglis (wk) - Marnus Labuschagne - Mitchell Marsh - Glenn Maxwell - Steve Smith - Mitchell Starc - Marcus Stoinis - David Warner - Adam Zampa | - Kane Williamson (K) - Finn Allen (wk) - Trent Boult - Michael Bracewell - Devon Conway (wk) - Lockie Ferguson - Martin Guptill - Matt Henry - Tom Latham (wk) - Daryl Mitchell - James Neesham - Glenn Phillips (wk) - Mitchell Santner - Ben Sears - Tim Southee |

## One-Day Internationals

### Erstes ODI in Cairns
| 6. September Scorecard | Cairns | Neuseeland 232-9 (50)            | – | Australien 233-8 (45) |
|                        |        | Australien gewinnt mit 2 Wickets |   |                       |

Australien gewann den Münzwurf und entschied sich als Feldmannschaft zu beginnen. Der neuseeländische Eröffnungs-Batter Devon Conway konnte zusammen mit Kane Williamson eine erste Partnerschaft über 81 Runs aufbauen. Conway schied nach 46 Runs aus und wurde gefolgt durch Tom Latham. Williams verlor nach 45 Runs sein Wicket und wurde durch Daryl Mitchell ersetzt, der 26 Runs erreichte. Kurz darauf schied nach Lathamnach 43 Runs aus und von den verbliebenen Battern konnte James Neesham 16 und Mitchell Santner 13 Runs hinzufügen. Die besten australischen Bowler waren Glenn Maxwell mit 4 Wickets für 52 Runs und Josh Hazlewood mit 3 Wickets für 31 uns. Von den australischen Eröffnungs-Battern konnte David Warner 20 Runs erzielen, bevor vier frühe weitere Wickets fielen. Erst eine Partnerschaft zwischen Alex Carey und Cameron Green konnte das Spiel für Australien drehen. Zusammen erzielten sie 158 Runs, bevor Carey nach einem Fifty über 85 Runs sein Wicket verlor. Green konnte dann zusammen mit Adam Zampa die Vorgabe einholen. Green erzielte dabei ein half-Century über 89* Runs und Zampa 13* Runs. Bester neuseeländischer Bowler war Trent Boult mit 4 Wickets für 40 Runs. Als Spieler des Spiels wurde Cameron Green ausgezeichnet.

### Zweites ODI in Cairns
| 8. September Scorecard | Cairns | Australien 195-9 (50)           | – | Neuseeland 82 (33) |
|                        |        | Australien gewinnt mit 113 Runs |   |                    |

Neuseeland gewann den Münzwurf und entschied sich als Feldmannschaft zu beginnen. Nachdem die australischen Eröffnungs-Batter früh ausschieden konnte sich Steve Smith etablieren. An seiner Seite erzielte Alex Carey 12 Runs und Glenn Maxwell 25 Runs, bevor er selbst nach einem Fifty über61 Runs ausschied. Ihm folgte eine Partnerschaft zwischen Mitchell Starc und Adam Zampa. Zampa verlor sein Wicket nach 16 Runs und Starc beendete das Innings zusammen Josh Hazlewood. Starc erreichte dabei 28* Runs und Hazlewood 23* Runs. Beste neuseeländischen Bowler waren Trent Boult mit 4 Wickets für 38 Runs und Matt Henry mit 3 Wickets für 33 Runs. Neuseeland verlor früh seine Eröffnungs-Batter, bevor Kane Williamson 17 Runs erzielte. Ihm folgte Michael Bracewell mit 12 Runs, bevor Mitchell Santner, bis das letzte Wicket fiel, 16* Runs erreichte. Bester australischer Bowler war Adam Zampa mit 5 Wickets für 35 Runs. Als Spieler des Spiels wurde Mitchell Starc ausgezeichnet.

### Drittes ODI in Cairns
| 11. September Scorecard | Cairns | Australien 267-5 (50)          | – | Neuseeland 242 (49.5) |
|                         |        | Australien gewinnt mit 25 Runs |   |                       |

Neuseeland gewann den Münzwurf und entschied sich als Feldmannschaft zu beginnen. Nachdem die australischen Eröffnungs-Batter früh ausschieden konnte sich Steve Smith zusammen mit Marnus Labuschagne etablieren. Zusammen erzielten sie 118 Runs, bevor Labuschagne nach einem Fifty über 52 Runs ausschied und durch Alex Carey ersetzt wurde. Smith schied dann nach einem Century über 105 Runs aus 131 Bällen aus und nachdem Glenn Maxwell 14 Runs erreichte, konnte Cameron Green zusammen mit Carey das Innings beenden. Carey erzielte dabei 42 Runs und Green 25 Runs. Bester neuseeländischer Bowler war trent Boult mit 2 Wickets für 25 Runs. Für Neuseeland konnten die Eröffnungs-Batter Finn Allen und Devon Conway eine erste Partnerschaft aufbauen. Conway schied nach 21 Runs aus und Allen kurz darauf nach 35 Runs. Ihnen folgte Kane Williamson, der nachdem Daryl Mitchell an seiner Seite 16 Runs erreichte, selbst nach 27 Runs sein Wicket verlor. Die hineinkommenden Glenn Phillips und James Neesham konnten dann eine Partnerschaft aufbauen. Neesham schied nach 36 Runs aus und wurde durch Mitchell Santner ersetzt. Phillips verlor sein Wicket nach 47 Runs und Santner kurz darauf nach 30 Runs, woraufhin es den folgenden Battern nicht mehr gelang die Vorgabe einzuholen. Bester australischer Bowler war Mitchell Starc mit 3 Wickets für 60 Runs. Als Spieler des Spiels wurde Steve Smith ausgezeichnet.

## Auszeichnungen

### Player of the Series
Als Player of the Series wurden der folgende Spieler ausgezeichnet.
| Serie | Player of the Series |
| ----- | -------------------- |
| ODI   | Steve Smith          |

### Player of the Match
Als Player of the Match wurden die folgenden Spieler ausgezeichnet.
| Spiel  | Player of the Match |
| ------ | ------------------- |
| 1. ODI | Cameron Green       |
| 2. ODI | Mitchell Starc      |
| 3. ODI | Steve Smith         |